# Elektronhul
 For alternative betydninger, se Hul.
Et elektronhul eller bare hul er indenfor fysik og specielt indenfor halvlederfysik, kvasipartikler med masse, elektrisk ladning, bevægelsesmængde, spin og energi.
Et elektronhul beskriver en kvantemekanisk tilstand som ikke er fyldt og som kan optage en elektron. Man kan formelt regne med disse huller, som om de var kvantemekaniske partikler, der minder om elektroner, bare med positiv elektrisk ladning. Konceptet anvendes både indenfor atomfysik og i faststoffysik og især med halvledere.